# 安曼车站
安曼车站（阿拉伯語：محطة قطار عمان）曾是约旦安曼市中心的铁路总站，建于奥斯曼帝国时期的汉志铁路工程。  
该站1904年启用，连接大马士革铁路线，1908年奥斯曼当局完成全线建设后延伸至麦地那。通车初期，车站推动安曼从小型村落发展为区域商业枢纽。
车站现址设有铁路主题博物馆，并开行前往乌姆吉马尔遗址等景点的旅游专列。车站所在区域因此得名玛哈塔（Mahatta；意为“车站”）。

## 背景

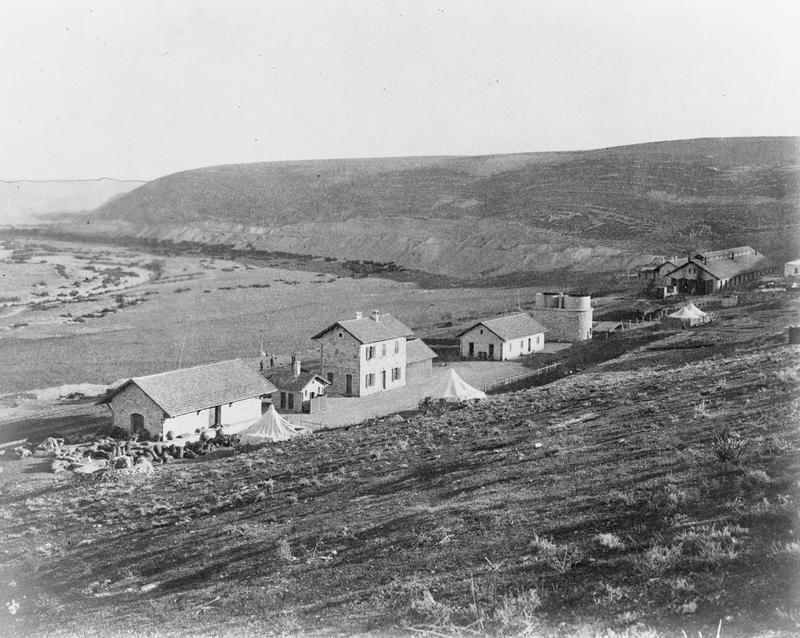
安曼车站，摄于1914年

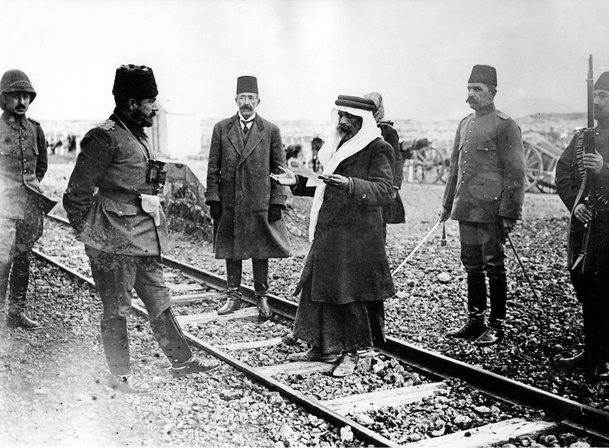
1915年奥斯曼叙利亚行省总督杰马尔帕夏在安曼车站以南接受阿拉伯谢赫迎接

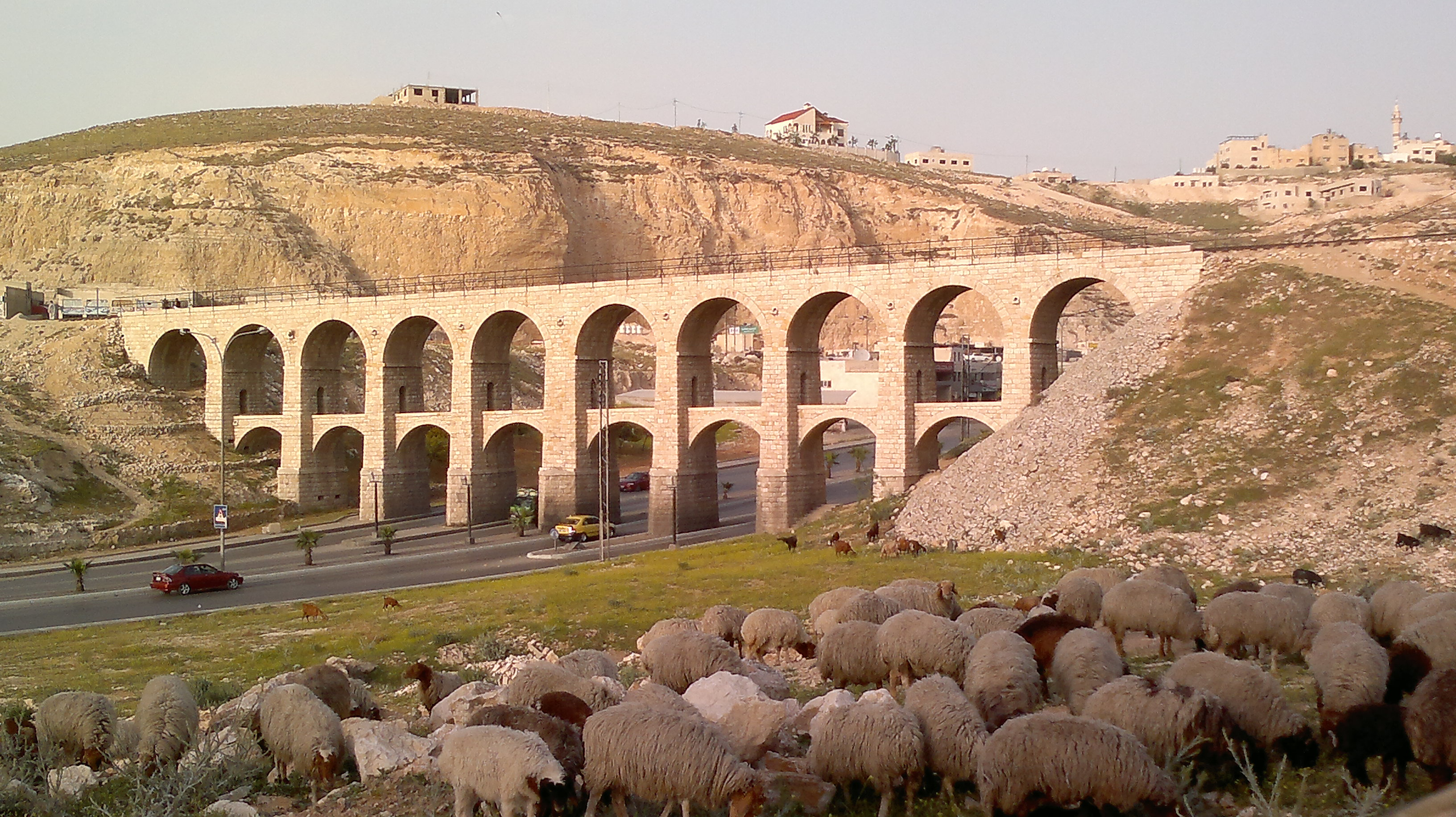
作为汉志铁路组成部分建造的十拱桥，位于安曼车站以南数公里处

汉志铁路由奥斯曼帝国1900至1908年间修建，主线连接大马士革与麦地那，全长1,302公里，另设德拉至海法的支线。该铁路旨在运送朝觐者前往麦加，串联帝国阿拉伯行省，将旅程时间从40天缩短至数日。项目资金源自伊斯兰国家的捐赠。
1900年工程从德拉城启动，向西延伸至穆宰里卜，向南通往安曼。1904年铁路连通大马士革与安曼，期间安曼周边建造的多座桥梁留存至今。线路继续南延，1904年抵达马安，1906年达穆达瓦拉，1908年终于麦地那。铁路促进汉志与叙利亚间的商贸运输，带动经济生活日益繁荣。

## 历史
安曼车站1904年启用，推动该城从村落发展为区域商业枢纽。切尔克斯企业家利用铁路便利，吸引大马士革、纳布卢斯及耶路撒冷商人投资，其中多人1900至1920年代迁居安曼。1904至1909年间，大马士革商人购得城内多数商铺，用于经安曼出口巴尔卡地区的谷物。阿拉伯商人也购置房产迁居此地，导致住宅地价从2000库鲁什飙升至铁路开通十年后的逾10000库鲁什。
1917至1918年一战阿拉伯起义期间，奥斯曼军队将铁路用作补给通道，因其战略价值，协约国部队与谢里夫军将铁路列为袭击目标。1920年阿拉伯叙利亚王国解体后，起义领袖谢里夫·侯赛因之子阿卜杜拉经汉志铁路中转马安，接着北行于1921年3月2日抵达安曼，该日现定为安曼城市日以示纪念。安曼车站的存在，成为阿卜杜拉选择安曼作为新政权外约旦酋长国首都的关键因素。
2020年，约旦旅游部开通安曼车站起始的折扣旅游专列，途经乌姆吉马尔遗址等旅游景点。2024年，约旦汉志铁路公司正研究连接扎尔卡、安曼及阿勒娅王后国际机场的65公里铁路可行性方案。

## 博物馆
安曼车站建筑群内设有汉志铁路设备主题博物馆。馆外陈列多节历史车厢，约旦开国国王阿卜杜拉一世1921年3月2日抵安曼时所乘专列也在其中。2024年，土耳其合作和协调署向约旦提供500万美元赠款，用于修缮博物馆及附属建筑群。